# 23. Dezember
Der 23. Dezember ist der 357. Tag des gregorianischen Kalenders (der 358. in Schaltjahren), somit bleiben acht Tage bis zum Jahresende.

## Ereignisse

### Politik und Weltgeschehen
- 0176: Der römische Kaiser Marcus Aurelius und sein Sohn Commodus feiern mit einem Triumphzug in Rom das siegreiche Ende des ersten Markomannenkrieges.
- 0679: Dagobert II., König von Austrasien aus dem Geschlecht der Merowinger, wird von Ebroin, dem Hausmeier von Neustrien, bei der Jagd in der Nähe von Stenay ermordet.
- 1482: Im Frieden von Arras teilen Frankreichs König Ludwig XI. und Erzherzog Maximilian von Habsburg das Herzogtum Burgund untereinander auf.
- 1587: Im Truchsessischen Krieg wird Bonn von niederländischen Truppen unter Gebhard I. von Waldburg erobert und verwüstet.
- 1588: Heinrich von Guise, Führer der katholischen Liga in Frankreich, wird im Achten Hugenottenkrieg in Blois von der königlichen Wache ermordet. Sein Bruder Ludwig, Kardinal von Lothringen und Erzbischof von Reims, wird als Tatzeuge festgenommen und tags darauf auf Befehl König Heinrichs III. getötet. Das führt zum Aufstand des katholischen Frankreich gegen seinen König.

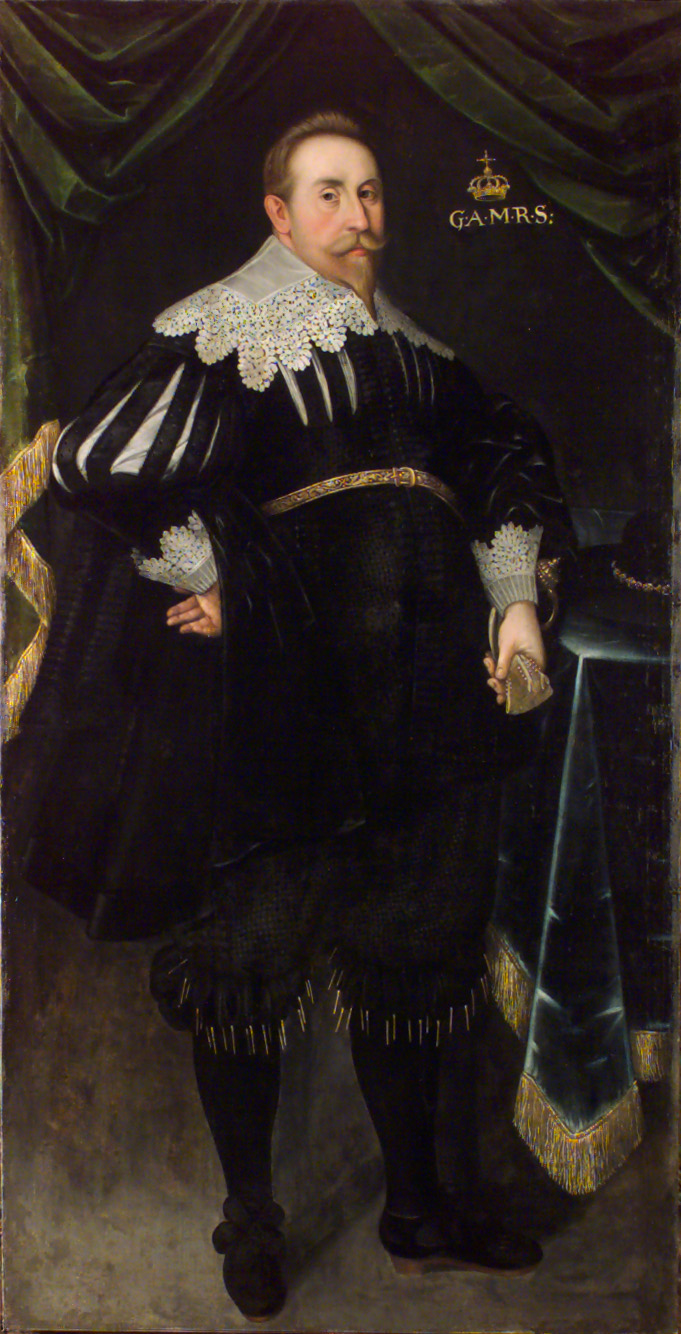
1631: Gustav II. Adolf

- 1631: Nach „ehrenvoller Übergabe“ durch den Stadtkommandanten zieht Schwedens König Gustav II. Adolf im Dreißigjährigen Krieg kampflos in die Kurfürstenstadt Mainz ein. In der folgenden Schwedenzeit bis 1636 wird die bestehende Festung kräftig verstärkt.
- 1705: Das Braunauer Parlament wendet sich gegen den Freikauf reicher Bauernsöhne vom Wehrdienst in Bayern.
- 1714: Nach einem inszenierten Eklat verweist die spanische Königin Elisabetta Farnese die bis dahin allmächtige Camarera mayor Marie-Anne de La Trémoille des Landes.
- 1728: Im geheim gehaltenen Berliner Vertrag zwischen König Friedrich Wilhelm I. und Kaiser Karl VI. wird die antiösterreichische Politik Preußens aufgegeben, im Gegenzug erkennt der Kaiser preußische Ansprüche auf das Herzogtum Berg an.
- 1793: Französische Revolution: Ein Heerhaufen royalistischer Anhänger wird in der Schlacht bei Savenay von der republikanischen Revolutionsarmee unter Jean-Baptiste Kléber beim Aufstand der Vendée vernichtet.
- 1798: König Ferdinand IV., Herrscher im Königreich Neapel, flieht vor anrückenden französischen Truppen nach Sizilien. Die Evakuierung des Hofstaats und weiterer Personen geschieht auf britischen Schiffen unter dem Kommando von Horatio Nelson. Nach einer stürmischen Überfahrt kommen sie am 26. Dezember in Palermo an.
- 1847: Frankreich erklärt nach der Gefangennahme Abd el-Kaders am Vortag Algerien zur Kolonie.
- 1876: Der osmanische Herrscher Abdülhamid II. verkündet die erste türkische Verfassung, genannt Kanûn-ı Esâsî, die sich an liberalen Grundsätzen orientiert, allerdings bald wieder aufgehoben wird.
- 1918: Nach der Ermordung von Sidónio Pais am 14. Dezember wird João Tamagnini Barbosa als Nachfolger des interimistischen João do Canto e Castro neuer Ministerpräsident der Portugiesischen Republik.
- 1920: Im britischen Parlament wird unter Federführung von David Lloyd George der Government of Ireland Act beschlossen, das 4. Home-Rule-Gesetz, mit dem die irische Insel in Südirland und Nordirland geteilt wird, die jeweils eine eigene Regierung bekommen sollen.
- 1926: Durch das Arbeitsgerichtsgesetz wird in der Weimarer Republik das Reichsarbeitsgericht geschaffen und die Tätigkeit der Justiz in Arbeitssachen geregelt.
- 1936: In Buenos Aires wird das multilaterale Übereinkommen über den Bau des Schnellstraßennetzes Panamericana unterzeichnet.
- 1944: General Dwight D. Eisenhower bestätigt den Hinrichtungsbefehl gegen Eddie Slovik, den einzigen US-Soldaten im Zweiten Weltkrieg, der wegen Fahnenflucht hingerichtet wird.
- 1948: Die sieben am 12. November verkündeten Todesurteile der Tokioter Prozesse gegen führende Persönlichkeiten der japanischen Armee werden vollstreckt.
- 1970: Der französische Journalist Régis Debray, ein Kampfgenosse Che Guevaras, wird nach drei Jahren Haft in Bolivien freigelassen.
- 1975: US-Präsident Gerald Ford setzt das Gesetz Metric Conversion Act in Kraft. Es soll dem metrischen System bessere Geltung verschaffen.
- 1986: Der Kernphysiker, Dissident und Nobelpreisträger Andrei Sacharow und seine Ehefrau und Mitstreiterin Jelena Bonner kehren nach Aufhebung ihrer Verbannung nach Moskau zurück.
- 1990: In Slowenien entscheiden sich in einem Referendum 95 Prozent der Wähler für die Loslösung vom Bundesstaat Jugoslawien. Die Unabhängigkeit des Landes wird in der Folge am 25. Juni 1991 erklärt.
- 1991: Kroatien wird von Deutschland als eigenständiger Staat anerkannt.

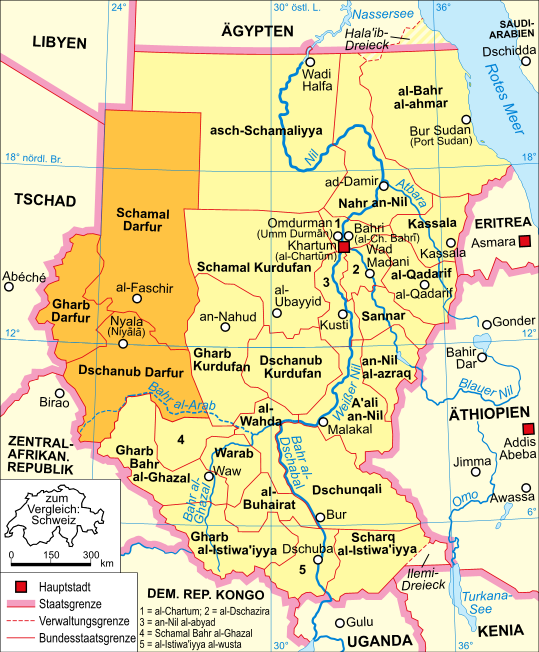
2005: Die Region Darfur an der Grenze zum Tschad

- 2005: Die Republik Tschad erklärt, dass sie sich wegen der zahlreichen Grenzüberfälle im Zuge des Darfur-Konflikts mit dem Sudan im „Kriegszustand“ befindet; dies sei aber keine Kriegserklärung.

### Wirtschaft
- 1507: In einem Ratsbeschluss der Stadt Nordhausen über eine Branntweinsteuer wird der Nordhäuser Branntwein erstmals urkundlich erwähnt.
- 1864: Die Erstausgabe der schwedischen Tageszeitung Dagens Nyheter erscheint.
- 1865: Frankreich, Belgien, Italien und die Schweiz schließen die lateinische Münzkonvention. Ihre Gold- und Silbermünzen sind in Gewicht, Metallgehalt, Form und ihres Kurses auf der Basis des französischen Systems künftig vereinheitlicht. Es entsteht die Lateinische Münzunion.
- 1909: In Leipzig wird das Mitteldeutsche Braunkohlen-Syndikat gegründet.
- 1913: Das Federal Reserve System, kurz Fed, das Zentralbanksystem der USA, wird eingeführt. Präsident Woodrow Wilson unterzeichnet den Federal Reserve Act, das vom US-Kongress beschlossene Gesetz.
- 1918: In Minsk wird die amtliche Belorussische Telegraphenagentur gegründet.
- 1934: In Davos wird der vom Schweizer Maschineningenieur Ernst Constam entwickelte erste Bügelskilift der Welt in Betrieb genommen.

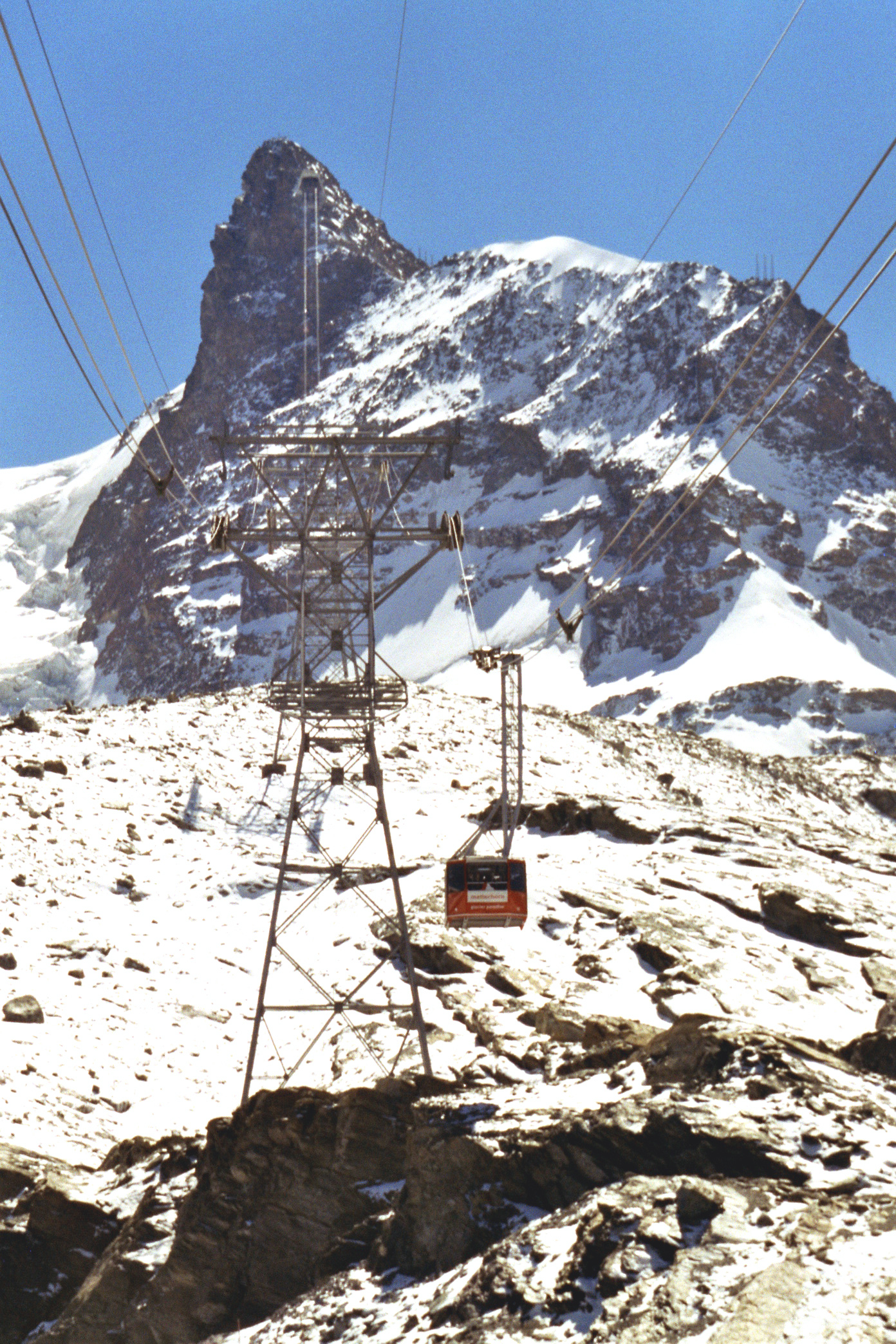
1979: Seilbahn auf das Klein Matterhorn

- 1979: Mit der Seilbahn auf das Klein Matterhorn wird in Zermatt die höchstgelegene Seilbahn Europas in Betrieb genommen.
- 1986: Auf Zeche Zollverein in Essen im Ruhrgebiet wird die letzte Schicht gefahren.
- 1997: Der Baulöwe Jürgen Schneider wird wegen der Milliardenpleite seines Bauunternehmens, entstanden durch geschönte Kreditangaben bei Banken, verurteilt.

### Wissenschaft und Technik

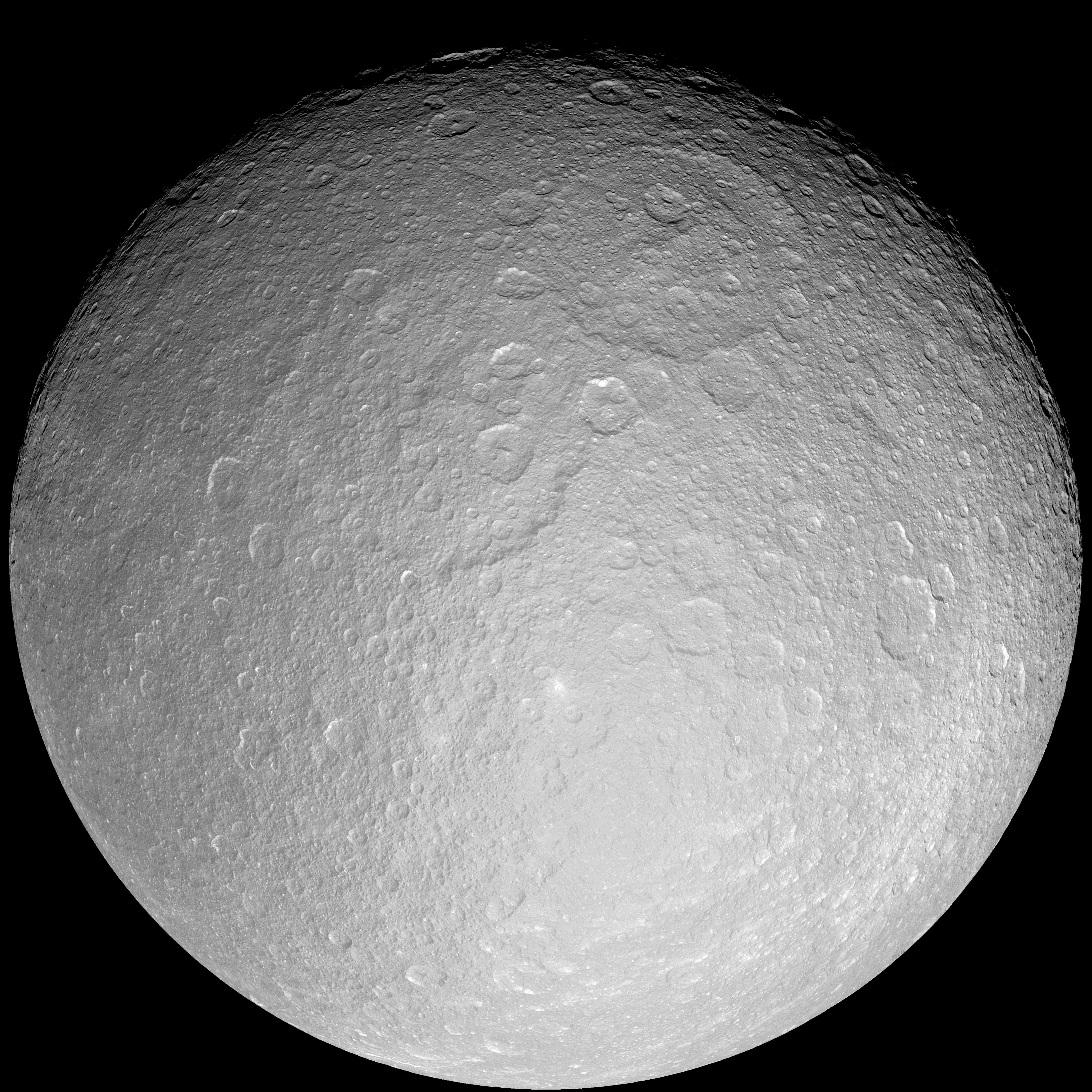
1672: Rhea

- 1672: Giovanni Domenico Cassini entdeckt den Saturnmond Rhea.
- 1900: Reginald Fessenden führt die erste drahtlose Sprachübertragung durch.
- 1905: Walther Nernst stellt seinen Neuen Wärmesatz an der Akademie der Wissenschaften zu Göttingen vor. Seine wesentliche Aussage besteht darin, dass der absolute Nullpunkt der Temperatur nicht erreichbar ist.

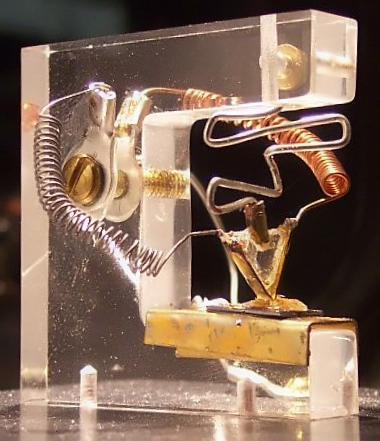
1947: Erster Transistor (Nachbau)

- 1947: Der von William B. Shockley, John Bardeen und Walter H. Brattain erfundene Bipolartransistor wird in den Bell Laboratories vorgeführt.
- 1954: Der Arzt Joseph Edward Murray führt mit seinem Team in einer fünfeinhalbstündigen Operation die erste erfolgreiche Nierentransplantation am Peter Bent Brigham Hospital in Boston durch. Der eineiige Zwilling Ronald Herrick spendete seinem Bruder Richard eine Niere.
- 1958: In Tokio wird der Tokyo Tower für das Publikum geöffnet. Der Stahlfachwerkturm löst mit 332,6 Metern Höhe den Pariser Eiffelturm bis 1985 als weltweit höchstes Bauwerk seiner Art ab.
- 1970: Im Stadtbezirk Manhattan in New York City wird der Nordturm des früheren World Trade Center (1973–2001) fertiggestellt. Mit einer Höhe von 417 Metern ist es zu dieser Zeit das höchste Gebäude der Welt.
- 1986: Richard Glenn Rutan und Jeana Yeager schließen nach neun Tagen den ersten Nonstop-Flug ohne Auftanken und Zwischenlanden rund um die Welt mit dem von Burt Rutan entworfenen Flugzeug Voyager ab.

### Kultur

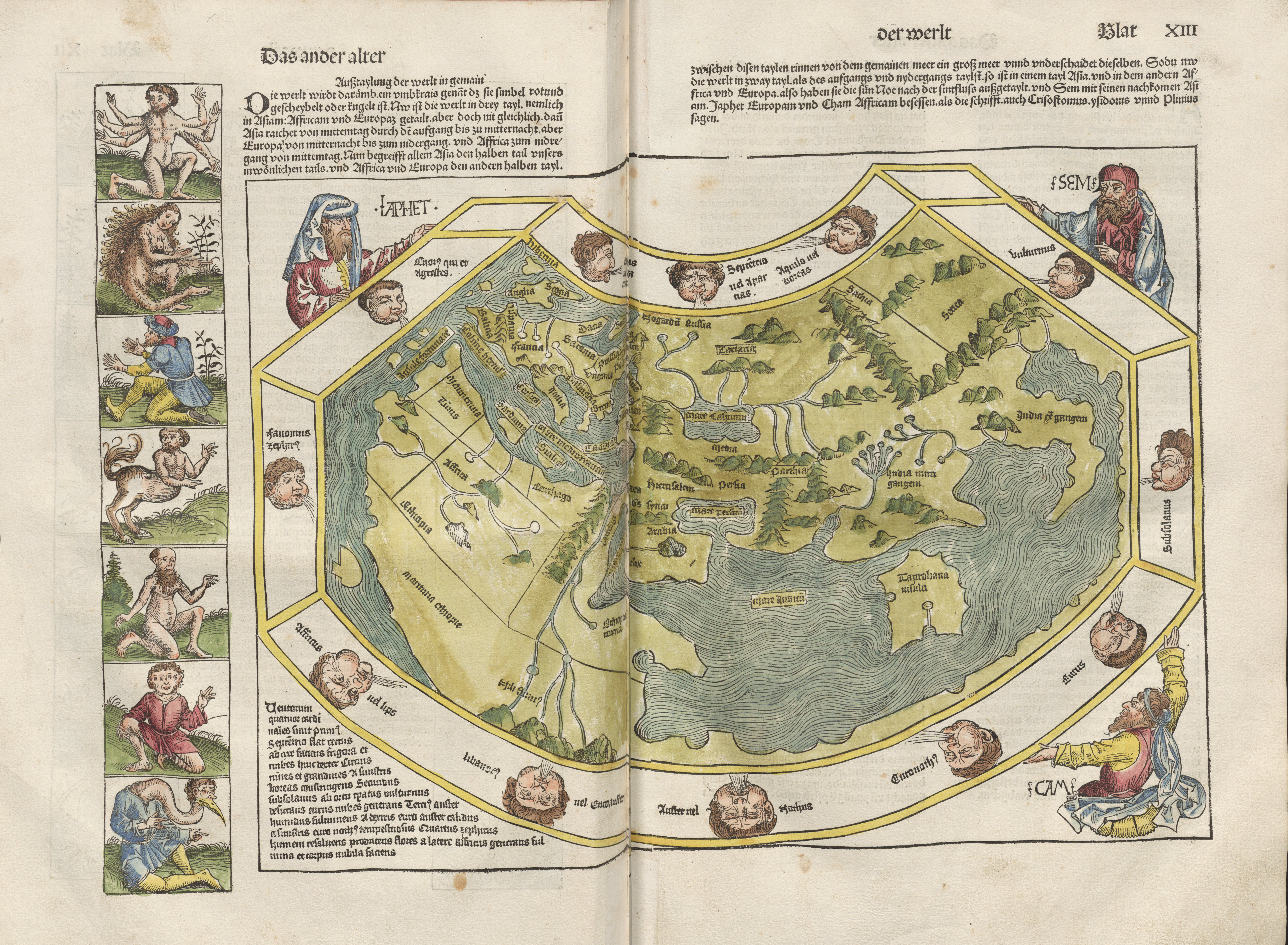
1493: Schedelsche Weltchronik

- 1493: Hartmann Schedel gibt seine Nürnberger Chronik, besser bekannt als Schedelsche Weltchronik, eine Inkunabel in deutscher Fassung heraus.
- 1806: Das Konzert für Violine und Orchester D-Dur op. 61 von Ludwig van Beethoven hat seine Uraufführung am Theater an der Wien in Wien. Solist ist Konzertmeister Franz-Joseph Clement, der das Werk bei Beethoven in Auftrag gegeben hat.
- 1893: Die spätromantische Märchenoper Hänsel und Gretel von Engelbert Humperdinck wird mit außerordentlichem Erfolg am Weimarer Hoftheater uraufgeführt. Das Libretto für das von Humperdinck in ironischer Anspielung auf Richard Wagners Oper Parsifal „Kinderstubenweihfestspiel“ genannte Werk verfasste seine Schwester Adelheid Wette nach dem gleichnamigen Märchen aus den Kinder- und Hausmärchen der Brüder Grimm.
- 1908: Am Carltheater in Wien findet die Uraufführung der Operette Die geschiedene Frau von Leo Fall statt.
- 1911: Am Carltheater in Wien wird die Operette Alt-Wien nach Musik von Joseph Lanner, zusammengestellt und bearbeitet von Emil Stern, uraufgeführt. Das Libretto verfassten Gustav Kadelburg, Julius Wilhelm und M. A. Weikone.
- 1911: In der Olympia Hall in London wird Das Mirakel von Karl Gustav Vollmoeller mit der Musik von Engelbert Humperdinck in der Inszenierung von Max Reinhardt welturaufgeführt.
- 1920: Am Kleinen Schauspielhaus in Berlin wird Arthur Schnitzlers Drama Reigen uraufgeführt.
- 1932: Am Theater an der Wien in Wien wird die Operette Sissy von Fritz Kreisler uraufgeführt.
- 1932: Im Metropol-Theater in Berlin erfolgt die Uraufführung der Operette Ball im Savoy von Paul Abraham.
- 1933: Am Theater am Nollendorfplatz in Berlin wird die Operette Clivia von Nico Dostal auf das Libretto von Charles Amberg uraufgeführt. Sie gilt als das erfolgreichste Werk des Komponisten.
- 1937: In Budapest findet die Uraufführung der Operette Julia von Paul Abraham statt.
- 1966: In Italien kommt Sergio Leones Film Zwei glorreiche Halunken (Originaltitel Il buono, il brutto, il cattivo) in die Kinos.
- 1980: Der ORF sendet die erste Folge der Fernsehserie Familie Merian.
- 1985: In den Popmusiksendern der ARD wird zum ersten Mal der ARD-Nachtrock ausgestrahlt, der bis heute gesendet wird, seit dem 1. Januar 1990 unter dem Namen ARD-Popnacht.

### Gesellschaft
- 1880: Pat Garrett gelingt die Festnahme des als Billy the Kid bekannten Revolverhelden William Bonney.

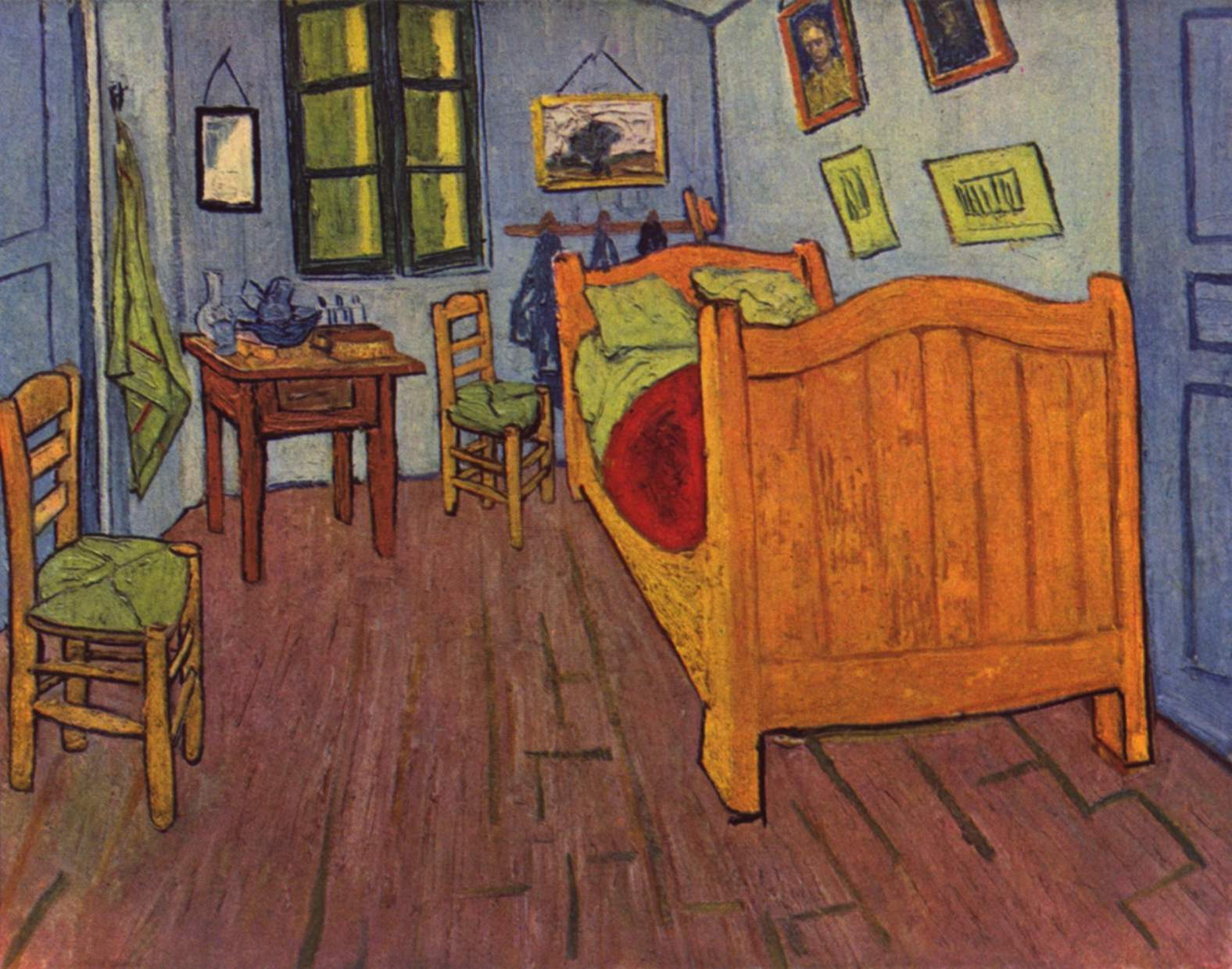
1888: Van Goghs Schlafzimmer in Arles

- 1888: Der Maler Vincent van Gogh verletzt sich in seinem Haus in Arles unter ungeklärten Umständen am rechten Ohr und überreicht einen Teil des Ohres später einer Prostituierten.
- 1932: In Berlin endet nach 96 Tagen der Caro-Petschek-Prozess, einer der aufwändigsten Strafprozesse in der Endphase der Weimarer Republik.
- 1987: Die beiden Kinder des Drogerieketten-Besitzers Anton Schlecker werden von drei maskierten Männern entführt, die 18 Millionen Mark Lösegeld verlangen.

### Religion
- 0619: Bonifatius V. wird als Nachfolger von Papst Adeodatus I. inthronisiert.
- 0800: Papst Leo III. leistet einen Reinigungseid und bringt damit unbewiesene Vorwürfe seiner Gegner über Ehebruch zum Verstummen.
- 1119: Papst Calixt II. bestätigt die von Stephan Harding geschaffene Ordensverfassung Charta Caritatis der Zisterzienser.

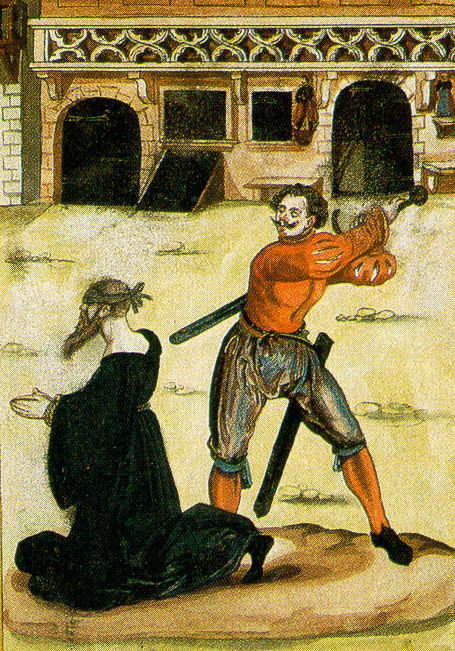
1572: Hinrichtung des Johannes Sylvanus

- 1572: Der Theologe Johannes Sylvanus wird in Heidelberg nach einem Todesurteil wegen unitarischer Ketzerei hingerichtet.
- 1945: Die Enzyklika Orientales omnes ecclesias von Papst Pius XII. befasst sich – aus Anlass der Vereinigung mit der ruthenischen Kirche 350 Jahre zuvor – mit den Entwicklungen in den Ostkirchen.

### Katastrophen
- 1933: Das Zugunglück auf der Strecke Lagny–Pomponne führt in Frankreich zu 204 Toten und 120 Verletzten. Der Schnellzug Paris–Straßburg fährt an einem Signal auf den Zug nach Nancy auf.
- 1954: Ein den Höhepunkt einer Orkanserie darstellender Orkan mit Windgeschwindigkeiten von geschätzt 200 km/h fordert in Nordwesteuropa mindestens 70 Menschenleben und führt zu einer schweren Sturmflut, bei der die deutsche Nordseeküste nur knapp einer Flut-Katastrophe entgeht.
- 1972: Ein Erdbeben der Stärke 6,2 in Nicaragua fordert etwa 5.000 Tote.
- 1972: Die letzten Überlebenden des am 13. Oktober abgestürzten Fuerza-Aérea-Uruguaya-Flugs 571, die sich zum Teil nur durch Kannibalismus am Leben erhalten haben, werden gerettet.
- 1978: Eine Douglas DC-9 der Alitalia stürzt beim Landeanflug ca. 6 km vor dem Flughafen von Palermo ins Mittelmeer. 108 Menschen sterben, 21 Überlebende werden durch Besatzungen von Fischerbooten gerettet.

Kleinere Unglücksfälle sind in den Unterartikeln von Katastrophe und in der Liste von Katastrophen aufgeführt.

### Sport
- 2009: Michael Schumacher gibt bekannt, dass er in der Saison 2010 in die Formel 1 als Fahrer zurückkehren wird. Er wird für das deutsche Mercedes-Werksteam starten.

Einträge von Leichtathletik-Weltrekorden befinden sich unter der jeweiligen Disziplin unter Leichtathletik.

## Geboren

### Vor dem 17. Jahrhundert
- 0968: Song Zhenzong, chinesischer Kaiser der Song-Dynastie
- 1173: Ludwig der Kelheimer, Herzog von Bayern und Pfalzgraf bei Rhein
- 1459: Cem Sultan, osmanischer Prinz und Dichter
- 1513: Thomas Smith, englischer Diplomat
- 1516: Johann Jakob Fugger, Augsburger Kaufmann
- 1525: Johann Albrecht I., Herzog zu Mecklenburg
- 1527: Hugo Donellus, französischer Jurist
- 1544: Anna von Sachsen, Ehefrau von Wilhelm I. von Oranien
- 1573: Giovanni Battista Crespi, italienischer Maler, Bildhauer und Architekt
- 1597: Martin Opitz, deutscher Barockdichter

### 17. und 18. Jahrhundert
- 1605: Tianqi, Kaiser von China
- 1623: Matthias Palbitzki, schwedischer Diplomat
- 1624: Johann Volkmar Bechmann, deutscher Rechtswissenschaftler
- 1634: Maria Anna von Österreich, Königin und Regentin von Spanien
- 1644: Tomás de Torrejón y Velasco, spanischer in Peru wirkender Komponist und Kapellmeister
- 1646: Jean Hardouin, französischer Jesuit, Philologe und Theologe
- 1679: Johann Juncker, deutscher Mediziner
- 1686: Samuel Madden, irischer Schriftsteller
- 1689: Joseph Bodin de Boismortier, französischer Flötist und Cembalist
- 1694: Michael Christian Göring, deutscher Verwaltungsbeamter und Förderer der Industrie
- 1713: Maruyama Gondazaemon, japanischer Sumōringer, Yokozuna
- 1714: Ranieri de’ Calzabigi, italienischer Dichter und Librettist
- 1722: Axel Frederic Cronstedt, schwedischer Chemiker
- 1725: Ahmad Shah, Großmogul von Indien
- 1732: Richard Arkwright, britischer Textilindustrieller und Erfinder
- 1736: Robert Motherby, englischer Kaufmann in Königsberg, Freund Immanuel Kants
- 1740: Elisabeth Olin, schwedische Opernsängerin
- 1743: Johann Evangelist Haydn, österreichischer Tenor

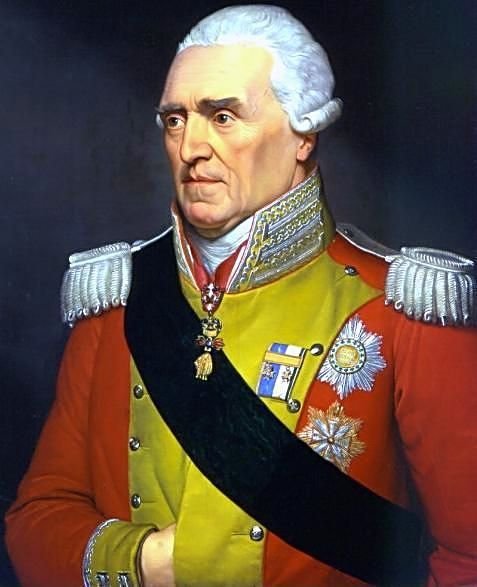
Friedrich August I. (* 1750)

- 1750: Friedrich August I., erster König von Sachsen
- 1753: Josef Amonte, österreichischer Maler
- 1753: Franz Boos, deutscher Gärtner
- 1754: John Habersham, US-amerikanischer Politiker
- 1763: Georg Joseph Beer, deutscher Begründer der wissenschaftlich fundierten Augenheilkunde
- 1766: Conrad Karl Friedrich von Andlau-Birseck, badischer Politiker, Regierungspräsident, Minister
- 1774: Johann Lambert Joseph Comes, deutscher Kreisarzt und Heimatforscher
- 1774: Ludwig von Vincke, preußischer Reformer
- 1776: Dominik Epp, Schweizer Gutsbesitzer und Politiker
- 1777: Alexander I., russischer Zar
- 1778: Tommaso Mossi, italienischer Geistlicher
- 1782: William Armstrong, US-amerikanischer Politiker, Mitglied des Repräsentantenhauses
- 1787: Antonio Barezzi, italienischer Kaufmann
- 1790: Jean-François Champollion, französischer Ägyptologe
- 1793: Dost Mohammed, Herrscher von Afghanistan
- 1799: Karl Pawlowitsch Brjullow, russischer Maler und Architekt
- 1799: Friedrich Wilhelm August Vetter, deutscher Mediziner und Balneologe

### 19. Jahrhundert

#### 1801–1850
- 1804: Charles-Augustin Sainte-Beuve, französischer Schriftsteller

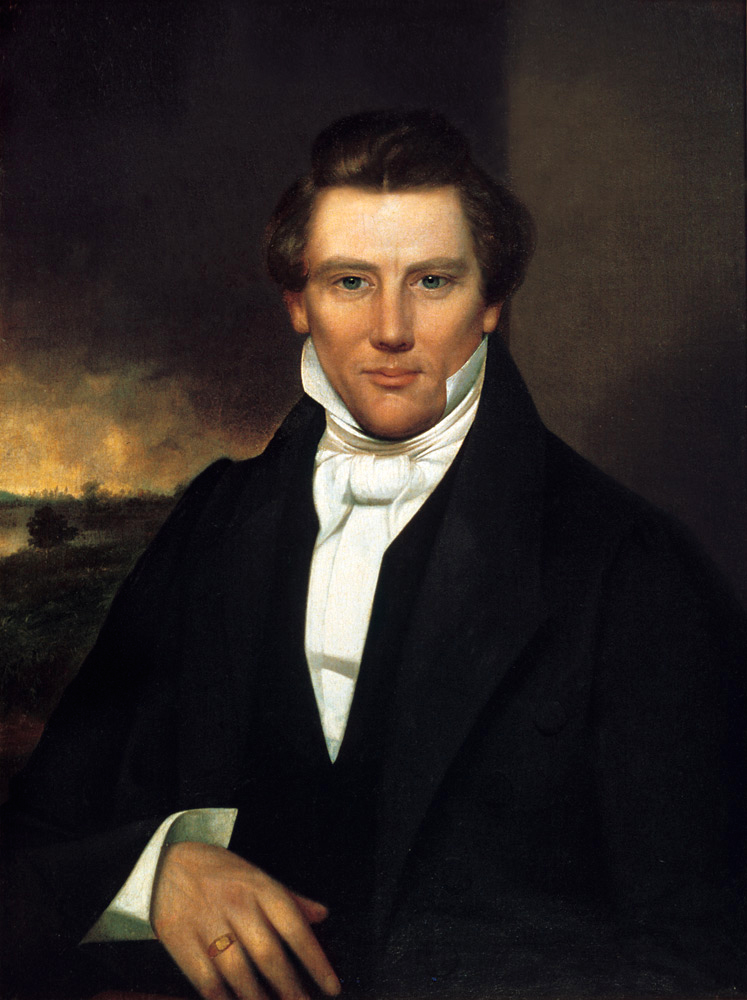
Joseph Smith (* 1805)

- 1805: Joseph Smith, US-amerikanischer Religionsstifter (Mormonen)
- 1807: Antonius Maria Claret, spanischer Geistlicher und Ordensgründer, Erzbischof von Kuba
- 1810: Marie von Augustin, österreichische Malerin und Schriftstellerin

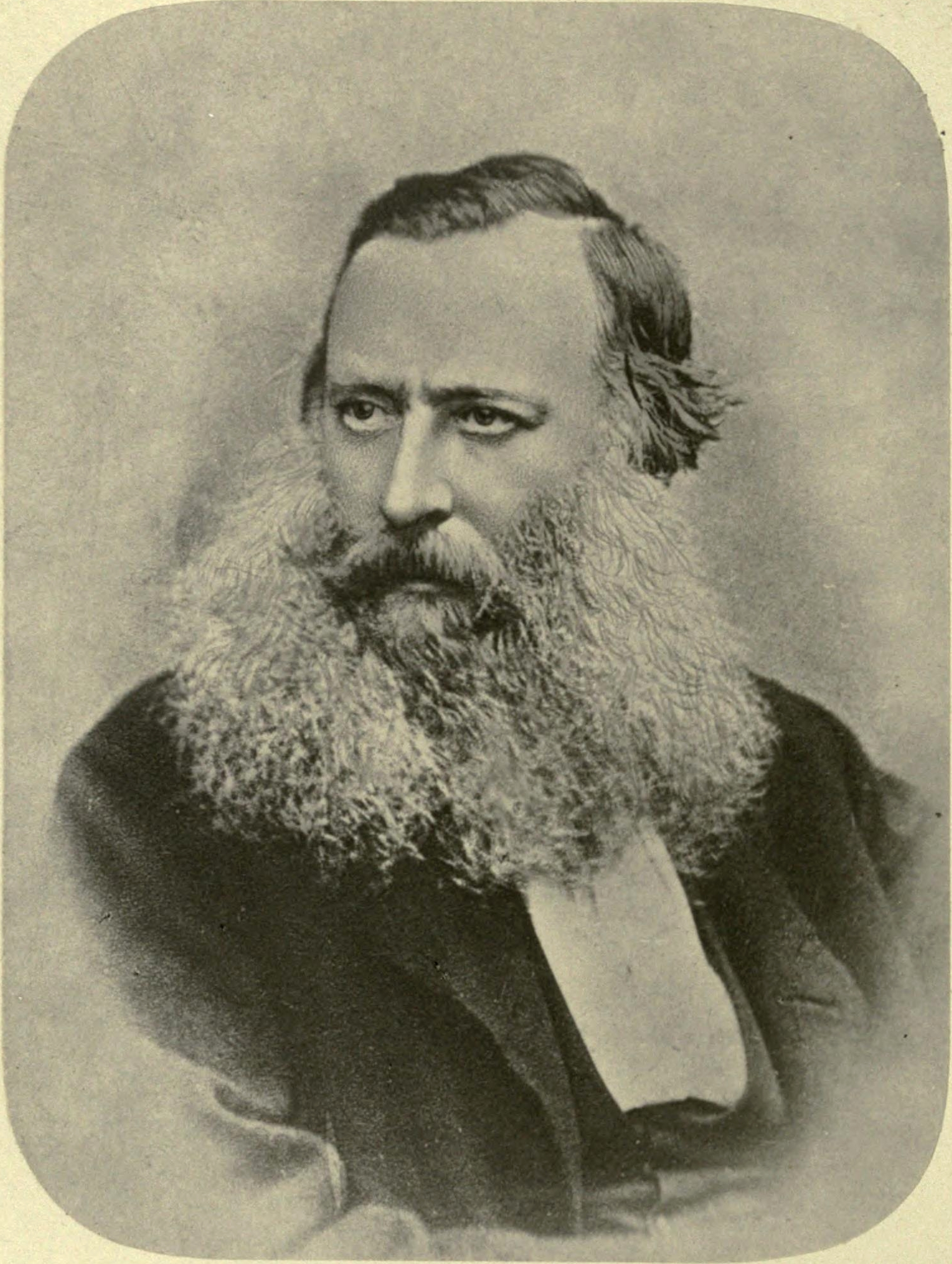
Edward Blyth (* 1810)

- 1810: Edward Blyth, britischer Zoologe und Ornithologe
- 1810: Karl Richard Lepsius, deutscher Ägyptologe und Sprachforscher
- 1810: Jakob Friedrich Reiff, deutscher Philosoph
- 1813ː Teresa Brambilla, italienische Sopranistin
- 1815: Ildefons Cerdà, spanischer Stadtplaner
- 1815: Émile Félix Fleury, französischer General und Diplomat
- 1819: George N. Barnard, US-amerikanischer Fotograf
- 1819: William Kingsford, kanadischer Landvermesser, Journalist und Literat
- 1821: Johann Jakob Sulzer, Schweizer Politiker, Regierungs-, National- und Ständerat
- 1822: Wilhelm Bauer, deutscher Ingenieur und U-Bootkonstrukteur
- 1823: Alexandru Flechtenmacher, rumänischer Komponist, Violinist, Dirigent und Lehrer
- 1823: Eugen Pierer, deutscher Verleger
- 1824: Adolf Friedrich, deutscher Maler
- 1827: Wilhelm von Tegetthoff, österreich-ungarischer Admiral
- 1828: Mathilde Wesendonck, deutsche Schriftstellerin
- 1836: Werner Fritze, deutscher Kaufmann, Königlicher Kommerzienrat und Kommunalpolitiker
- 1839: Otto Kersten, deutscher Afrikaforscher, Chemiker und Geograph
- 1841: Ignacio Agramonte, kubanischer Jurist und Revolutionär
- 1844: Ferdinand Mülhens, deutscher Gutsbesitzer und Unternehmer
- 1845: Gustave Ador, Schweizer Politiker, Stände-, National- und Bundesrat, Präsident des Internationalen Komitees vom Roten Kreuz
- 1845: Gustav Fischer, deutscher Verleger und Buchhändler
- 1847: Anton Lux, österreichischer Offizier und Afrikareisender
- 1849: Stine Andresen, deutsche Schriftstellerin

#### 1851–1900

Hedwig Bleibtreu (* 1868)

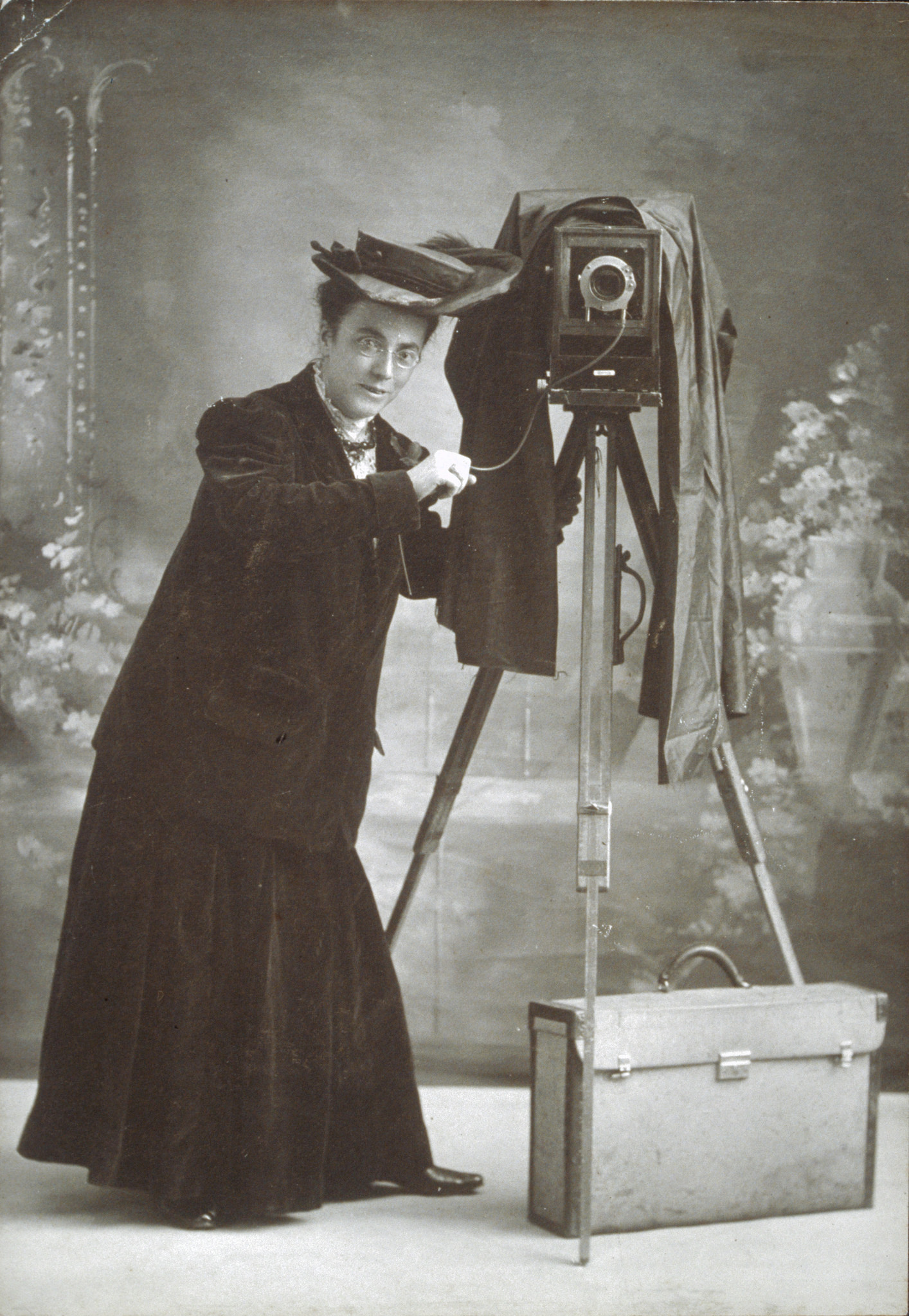
Jessie Tarbox Beals (* 1870)

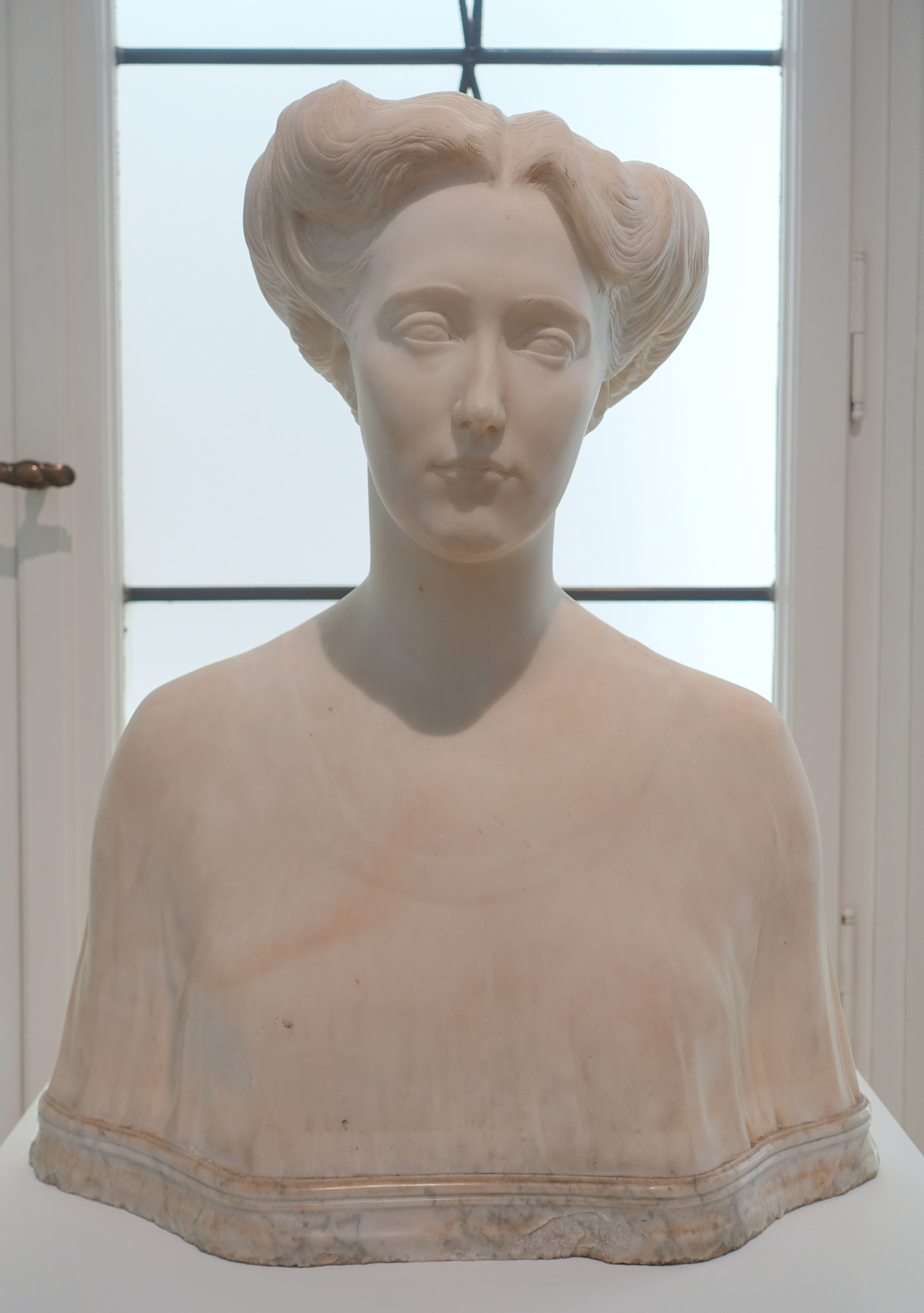
Christa Winsloe (* 1888)

- 1851: Eugen Zabel, deutscher Journalist, Schriftsteller, Dramatiker und Übersetzer
- 1853: Italo Azzoni, italienischer Komponist, Pianist, Dirigent und Musikpädagoge
- 1854: Friedrich Adolf Borsdorf, deutscher Hornist
- 1859: Richard Bartmuß, deutscher Komponist
- 1862: Hans Wessely, österreichischer Geiger und Musikpädagoge
- 1863: Ferenc Szárnovszky, ungarischer Bildhauer und Medailleur
- 1864: Alois Amann, österreichischer Politiker
- 1864: Karl Knoll, deutscher Pfarrer und Politiker
- 1864ː Zorka von Montenegro, Kronprinzessin von Serbien
- 1865: Joseph E. Atkinson,  kanadischer Zeitungsverleger und Aktivist
- 1865: Albrecht von Württemberg, deutscher Heerführer
- 1867: Jacob Astor, deutscher Politiker
- 1868: Hedwig Bleibtreu, österreichische Schauspielerin
- 1868: Rudolf Schwander, deutscher Politiker und Sozialreformer
- 1868: Richard Teichmann, deutscher Schachmeister
- 1869: Hugh Allen, britischer Dirigent, Organist und Musikpädagoge
- 1869: James Benjamin Aswell, US-amerikanischer Politiker
- 1870: Jessie Tarbox Beals, US-amerikanische Fotografin
- 1870: John Marin, US-amerikanischer Maler
- 1873: John Quincy Adams, österreichischer Maler
- 1873ː Louise Ebert, deutsche Frauenrechtlerin und Ehefrau des ersten Reichspräsidenten Friedrich Ebert
- 1875: Ivan Prijatelj, slowenischer Kultur- und Literaturhistoriker
- 1876ː Anna Hübler, deutsche Sozialdemokratin und Abgeordnete der Weimarer Nationalversammlung
- 1876: Peter Loris, banatschwäbischer Kapellmeister und Komponist
- 1876: Franz Osten, deutscher Filmregisseur
- 1878: Micheil Zereteli, georgischer Historiker und Diplomat
- 1879: Alexis Vedeux, französischer Turner
- 1880: Ejnar Mikkelsen, dänischer Polarforscher, Autor und Inspektor von Grönland
- 1883: Adolf Reinach, deutscher Philosoph und Phänomenologe, Sprachphilosoph und Rechtstheoretiker
- 1885: Hermann Carl Wilhelm Aubin, deutsch-österreichischer Historiker, Wissenschaftsorganisator und Geschichtspolitiker
- 1885: Hans Gerstinger, österreichischer Altphilologe
- 1886: Albert Ehrenstein, österreichischer Lyriker und Erzähler
- 1886: Salvador Seguí, spanischer Syndikalist und Anarchist
- 1887: Thomas Otto Hermannus Achelis, deutscher Gymnasiallehrer, Historiker und Autor
- 1887: John Cromwell, US-amerikanischer Schauspieler und Regisseur
- 1888: Christa Winsloe, deutsch-ungarische Schriftstellerin, Drehbuchautorin und Dramatikerin
- 1888: Friedrich Wolf, deutscher Arzt, Schriftsteller und Politiker
- 1889: Emil Brunner, Schweizer Theologe
- 1890: Johannes Hoffmann, deutscher Politiker, MdL und Ministerpräsident
- 1891: Hans Bohn, deutscher Typograf, Grafiker und Lehrer
- 1893: Hans Schmidt, deutscher Fußballspieler und -trainer
- 1894: Heinrich Seywald, deutscher Generalmajor
- 1895: Adriaan Koonings, niederländischer Fußballspieler
- 1895: Smilo von Lüttwitz, deutscher General
- 1896: Giuseppe Tomasi di Lampedusa, italienischer Schriftsteller
- 1897: Ernst Krenn-Gjógv, österreichischer Skandinavist
- 1899: Andreas Nielsen, deutscher Generalleutnant
- 1899: Elisabeth Schnack, Schweizer Schriftstellerin
- 1900: Ignacio Aguirre, mexikanischer Künstler und Grafiker
- 1900: Arnold Bode, deutscher Kurator, Künstler und Hochschullehrer, Begründer der documenta
- 1900: Noel Purcell, irischer Schauspieler und Komiker
- 1900: Karl Schmitt-Walter, deutscher Opern- und Liedersänger

### 20. Jahrhundert

#### 1901–1925
- 1901: Jakub Berman, polnischer Politiker
- 1902: Choudhary Charan Singh, indischer Ministerpräsident
- 1903: Bolesław Kominek, Erzbischof von Wrocław und Kardinal der römisch-katholischen Kirche
- 1905: Amédée Borsari, französischer Komponist
- 1905: Joe Kopcha, US-amerikanischer American-Football-Spieler und Chirurg
- 1906: Ross Lee Finney, US-amerikanischer Komponist
- 1906: Wolfgang Vacano, deutsch-amerikanischer Dirigent und Musikpädagoge
- 1907: Walter Gericke, deutscher General
- 1907: James Roosevelt, US-amerikanischer General und Politiker
- 1907: Martin S. Svoboda, deutscher Nachrichtensprecher
- 1908: Hermann Mathias Görgen, deutscher Politiker, MdB
- 1908: Yousuf Karsh, armenisch-kanadischer Fotograf
- 1909: Maurice Denham, britischer Schauspieler
- 1911: Niels Kaj Jerne, britischer Mediziner, Nobelpreisträger
- 1912: Josef Greindl, deutscher Sänger
- 1913: Anton Leader, US-amerikanischer Filmregisseur und -produzent
- 1914: Hans Hermsdorf, deutscher Politiker, MdB
- 1914: Dezider Kardoš, slowakischer Komponist
- 1916: Dino Risi, italienischer Regisseur
- 1918: Iván Mándy, ungarischer Schriftsteller

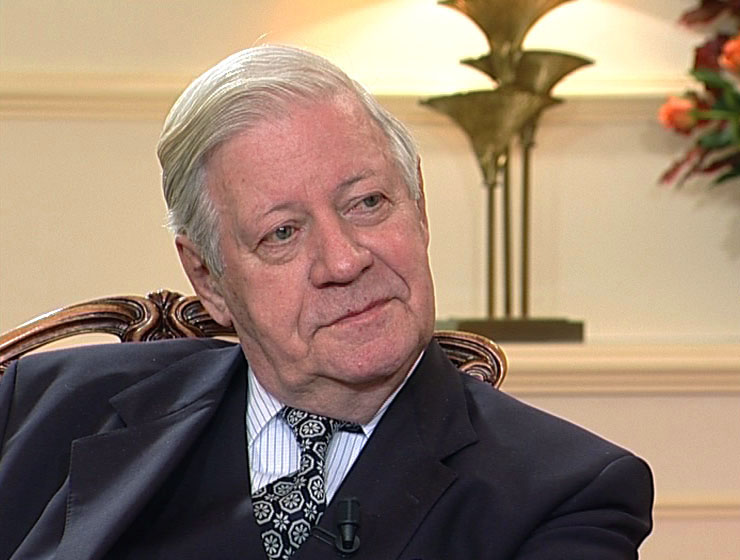
Helmut Schmidt (* 1918)

- 1918: Helmut Schmidt, deutscher Politiker, Landesminister, Bundesminister, MdB und Bundeskanzler
- 1918ː Christa von der Marwitz, deutsche Autorin, Wirtschaftskorrespondentin und Kommunalpolitikerin
- 1919: Ludwig Poullain, deutscher Manager und Sparkassenpräsident
- 1919: Hugo Romani, argentinischer Sänger
- 1920: Georges de Beauregard, französischer Filmproduzent
- 1920: Norman Symonds, kanadischer Komponist, Klarinettist, Saxophonist und Bandleader
- 1921: Hans Bausch, deutscher Rundfunkintendant
- 1921: Ludwig Deiters, deutscher Architekt und Generalkonservator in der DDR
- 1921: Günther Nenning, österreichischer Journalist, Autor und politischer Aktivist
- 1921: Heinrich Riethmüller, deutscher Musiker, Komponist und Synchronregisseur
- 1922: Horst Brasch, deutscher Parteifunktionär und stellvertretender Minister für Kultur der DDR
- 1922: Micheline Ostermeyer, französische Leichtathletin und Pianistin
- 1924: Bob Kurland, US-amerikanischer Basketballspieler
- 1924: Hans Bernhard Meyer, deutscher Hochschullehrer und Liturgiewissenschaftler
- 1925: Pierre Bérégovoy, französischer Politiker
- 1925: Milan Uherek, tschechischer Chorleiter und Komponist

#### 1926–1950

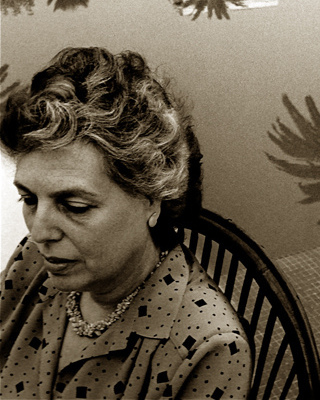
Maria Tipo (* 1931)

- 1926: Helmut Baierl, deutscher Schriftsteller, Vizepräsident der Akademie der Künste der DDR
- 1926: Raymond Daveluy, kanadischer Organist, Komponist und Musikpädagoge
- 1926: Allen Forte, US-amerikanischer Musikwissenschaftler und -theoretiker
- 1926: Jorge Arturo Medina Estévez, Bischof von Valparaíso und Kardinal
- 1927: Frowine Leyh-Griesser, deutsche Ärztin und Hochschullehrerin
- 1927: Victor Sillon, französischer Leichtathlet
- 1928: Klaus Finck, deutscher Schriftsteller
- 1928: Buddy Harman, US-amerikanischer Schlagzeuger
- 1928: Hubert Glaser, deutscher Historiker
- 1929: Chet Baker, US-amerikanischer Jazzmusiker, Sänger und Komponist
- 1929: Mennato Boffa, italienischer Autorennfahrer
- 1929: Clarice Carson, kanadische Sängerin
- 1929: Eckart Rohlfs, deutscher Verleger und Musikjournalist
- 1929: Dick Weber, US-amerikanischer Profibowler
- 1930: Jean Hurring, neuseeländische Schwimmerin
- 1931: Adu Ababio II., nigerianischer Häuptling
- 1931ː Maria Tipo, italienische Pianistin
- 1932: Neil Armstrong, kanadischer Eishockey-Schiedsrichter
- 1932: Richard Clark Barkley, US-amerikanischer Diplomat
- 1932: Tito Lara, puerto-ricanischer Sänger und Schauspieler
- 1933: Akihito, japanischer Kaiser Kaiser Akihito (* 1933)

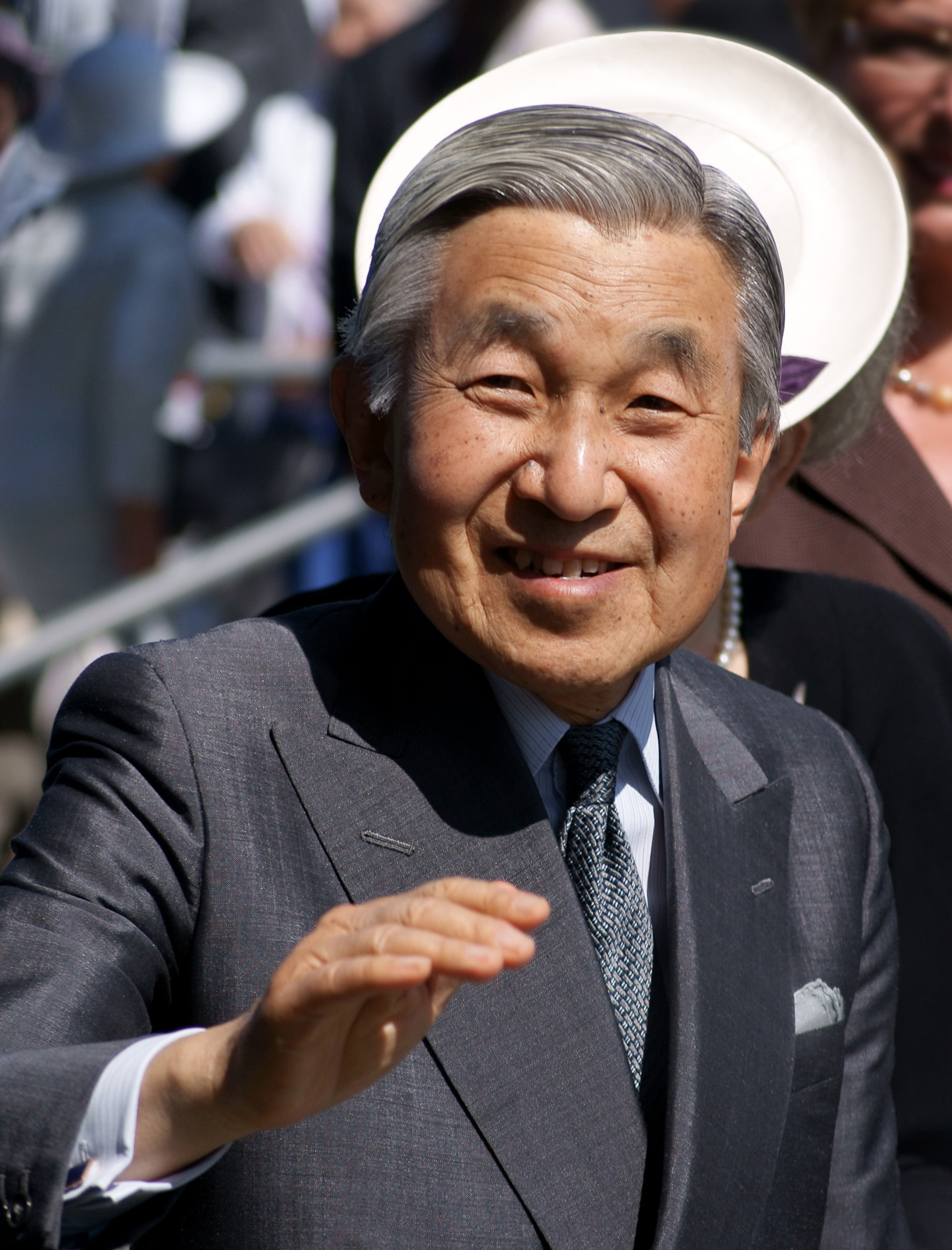
Kaiser Akihito (* 1933)

- 1934: Evelin Matt, deutsche Fernsehproduzentin
- 1934: Chuck Mayfield, US-amerikanischer Country-Musiker
- 1935: Hans Georg Anscheidt, deutscher Motorradrennfahrer
- 1935: Theophilus Beckford, jamaikanischer Pianist
- 1935: Paul Hornung, US-amerikanischer American-Football-Spieler
- 1935: Johnny Kidd, britischer Musiker, Sänger und Songschreiber
- 1936: Monika Peitsch, deutsche Schauspielerin
- 1936: Willie Wood, US-amerikanischer American-Football-Spieler
- 1937: Maja Komorowska, polnische Schauspielerin
- 1937: Peter Medak, ungarischer Regisseur
- 1938: Waltraud Guglielmi, deutsche Ägyptologin
- 1938: Robert E. Kahn, US-amerikanischer Informatiker
- 1938: Siegfried Rauhut, deutscher Endurosportler
- 1939: Giacomo Aimoni, italienischer Skispringer
- 1939: Nancy Graves, US-amerikanische Bildhauerin, Malerin und Filmemacherin
- 1940: Jorma Kaukonen, US-amerikanischer Blues-, Folk- und Rockgitarrist
- 1941: Hanns Abele, österreichischer Wirtschaftswissenschaftler
- 1941: Tim Hardin, US-amerikanischer Musiker
- 1941: Klaus Reisch, österreichischer Autorennfahrer
- 1942: Quentin Bryce, australische Juristin und Politikerin, Gouverneurin des Bundesstaates Queensland
- 1943: Gianni Ambrosio, italienischer Bischof von Piacenza-Bobbio
- 1943: Elizabeth Hartman, US-amerikanische Schauspielerin
- 1943: Bárður Jákupsson, färöischer Maler, Grafiker und Kunstbuchautor
- 1943: Butler Lampson, US-amerikanischer Informatiker
- 1943: Margaret MacMillan, kanadische Historikerin
- 1943: Silvia, schwedische Königin Silvia von Schweden (* 1943)

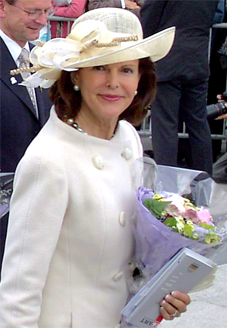
Silvia von Schweden (* 1943)

- 1944: Wesley Clark, US-amerikanischer Politiker und NATO-Oberbefehlshaber
- 1944: Christian Freiherr von Mirbach, deutscher Brigadegeneral
- 1945: Adli Mansur, ägyptischer Politiker und Jurist
- 1945: Victor Agbanou, beninischer Bischof
- 1945: Matti Ahde, finnischer Sportfunktionär und Politiker
- 1945: Georges Aperghis, griechischer Komponist
- 1945: Maggi Payne, US-amerikanische Komponistin, Flötistin und Musikpädagogin
- 1946: Franz Cibulka, österreichischer Komponist und Musiker
- 1946: Luther Grosvenor, britischer Musiker, Sänger und Songschreiber
- 1946: Edita Gruberová, slowakische Opernsängerin
- 1947: Graham Bonnet, britischer Rocksänger
- 1947: Ulrich Stiehl, deutscher Sachbuchautor und Programmierer
- 1948: Víctor Selvino Arenhart, argentinischer Geistlicher und Bischof
- 1948: Jack Ham, US-amerikanischer American-Football-Spieler
- 1949: Angelika Anders-von Ahlften, deutsche Biophysikerin
- 1949: Adrian Belew, US-amerikanischer Gitarrist und Komponist
- 1949: Gilbert Dussier, luxemburgischer Fußballspieler
- 1949: Stefan Dörflinger, Schweizer Motorradrennfahrer
- 1949: Jean-Noël Rey, Schweizer Manager und Politiker
- 1950: Cyro Baptista, brasilianischer Jazzperkussionist
- 1950: Vicente del Bosque, spanischer Fußballspieler und -trainer
- 1950: Axel Kählert, deutscher Handballspieler

#### 1951–1975
- 1951: Anthony Phillips, britischer Musiker
- 1952: Hans Abrahamsen, dänischer Komponist
- 1952: Andreas Martin, deutscher Schlagersänger
- 1952: Helen Schneider, US-amerikanische Sängerin und Songschreiberin
- 1953ː Marinka Körzendörfer, ostdeutsche Journalistin und LGBTQ-Aktivistin
- 1953: Wieland Schmidt, deutscher Handballtorwart und Torwarttrainer
- 1953: Serginho Chulapa, brasilianischer Fußballspieler
- 1954: Michael Diekmann, deutscher Manager
- 1954: Brian Teacher, US-amerikanischer Tennisspieler
- 1956: Michele Alboreto, italienischer Autorennfahrer
- 1956: Dave Murray, britischer Musiker (Iron Maiden)
- 1957: Konrad Reiss, deutscher Manager
- 1957: Petra Zieser, deutsche Schauspielerin
- 1958: Achim Tang, deutscher Bassist und Komponist
- 1958: Victoria Williams, US-amerikanische Sängerin und Songschreiberin
- 1959: Victoire Tomegah Dogbé, togoische Politikerin, Premierministerin Togos
- 1959: Suzanne Eaton, US-amerikanische Molekularbiologin
- 1960: Jürgen Lechl, deutscher Eishockeyspieler
- 1961: Birgit Rückert, deutsche Archäologin, Kulturmanagerin und Autorin
- 1962: Christian Schneider, deutscher Musiker und Arrangeur, Komponist und Musikproduzent
- 1963: Juan Carlos Ares, argentinischer Bischof
- 1963: Jim Harbaugh, US-amerikanischer American-Football-Spieler und -Trainer
- 1963: Ante Zelck, deutscher Unternehmer und Hostelpionier
- 1964: Amy Dunker, US-amerikanische Komponistin, Musikpädagogin und Trompeterin
- 1964: Jens Heppner, deutscher Radrennfahrer
- 1964: Manuela Kempf, deutsche Filmeditorin
- 1964: Eddie Vedder, US-amerikanischer Rockmusiker
- 1965: Andreas Kappes, deutscher Radrennfahrer
- 1966: Badi Assad, brasilianische Sängerin, Gitarristin und Komponistin
- 1966: Annett Klingner, deutsch-italienische Kunsthistorikerin und Schriftstellerin

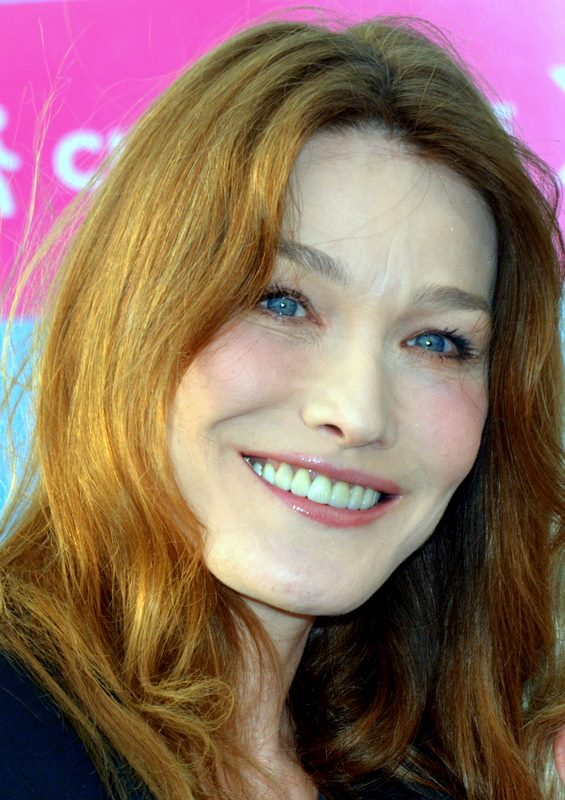
Carla Bruni (* 1967)

- 1967: Carla Bruni, italienisch-französische Musikerin, Fotomodell und französische Staatspräsidentengattin
- 1968: Fox Odoi-Oywelowo, ugandischer Rechtsanwalt und Politiker
- 1968: Manuel Rivera-Ortiz, puerto-ricanisch-US-amerikanischer Fotograf
- 1968: Sandra Roelofs, niederländisch-georgische Übersetzerin und georgische Staatspräsidentengattin
- 1968: Olga Schischigina, kasachische Leichtathletin, Olympiasiegerin
- 1968: René Tretschok, deutscher Fußballspieler
- 1969: John Bickerton, englischer Golfer
- 1969: Angelika Neuner, österreichische Rodelsportlerin
- 1970: Kamal Bamadhaj, malaysisch-neuseeländischer Menschenrechtler
- 1970: Anatole Taubman, britisch-schweizerischer Schauspieler.
- 1971: Corey Haim, kanadischer Schauspieler
- 1971: René Harder, deutscher Regisseur, Autor, Schauspieler und Professor für Schauspiel
- 1971: Anja Wald, deutsche Juristin, Richterin am Bundesfinanzhof
- 1972: Lukas Hilbert, deutscher Komponist und Texter, Musikproduzent und Sänger
- 1972: Wolfgang Sigl, österreichischer Rudersportler
- 1974: Agustín Delgado, ecuadorianischer Fußballspieler
- 1974: Mieszko Talarczyk, schwedischer Musiker
- 1975: Robert Bartko, deutscher Radrennfahrer
- 1975: Peter Gilbert, US-amerikanischer Komponist und Musikpädagoge

#### 1976–2000
- 1976: Joanna Hayes, US-amerikanische Leichtathletin, Olympiasiegerin
- 1976: Sergej Jakirović, bosnisch-herzegowinischer Fußballspieler
- 1976: Torsten Jansen, deutscher Handballspieler
- 1976ː Natalia Strelchenko, russische Pianistin
- 1976: Julija Tschepalowa, russische Skilangläuferin
- 1977: Francesca Ferlaino, italienische Physikerin
- 1977: Jari Mäenpää, finnischer Musiker
- 1977: Verneri Pohjola, finnischer Jazztrompeter
- 1978: Jeyz, deutscher Rapper
- 1978: Estella Warren, kanadische Schauspielerin und Fotomodell
- 1979: Ina Paule Klink, deutsche Schauspielerin
- 1979: Kenny Miller, schottischer Fußballspieler
- 1981: Angelo Kelly, irisch-US-amerikanischer Musiker
- 1981: Jeannine Michaelsen, deutsche Schauspielerin und Fernseh- und Radiomoderatorin
- 1982: Chang Han-na, südkoreanische Cellistin
- 1982: Beatriz Luengo, spanische Schauspielerin, Tänzerin und Sängerin
- 1982: Nikolai Pankratow, russischer Skilangläufer
- 1983: Mathias Hafele, österreichischer Skispringer
- 1983: Nico Holonics, deutscher Schauspieler
- 1983: Máret Ánne Sara, samisch-norwegische Künstlerin, Schriftstellerin und Journalistin

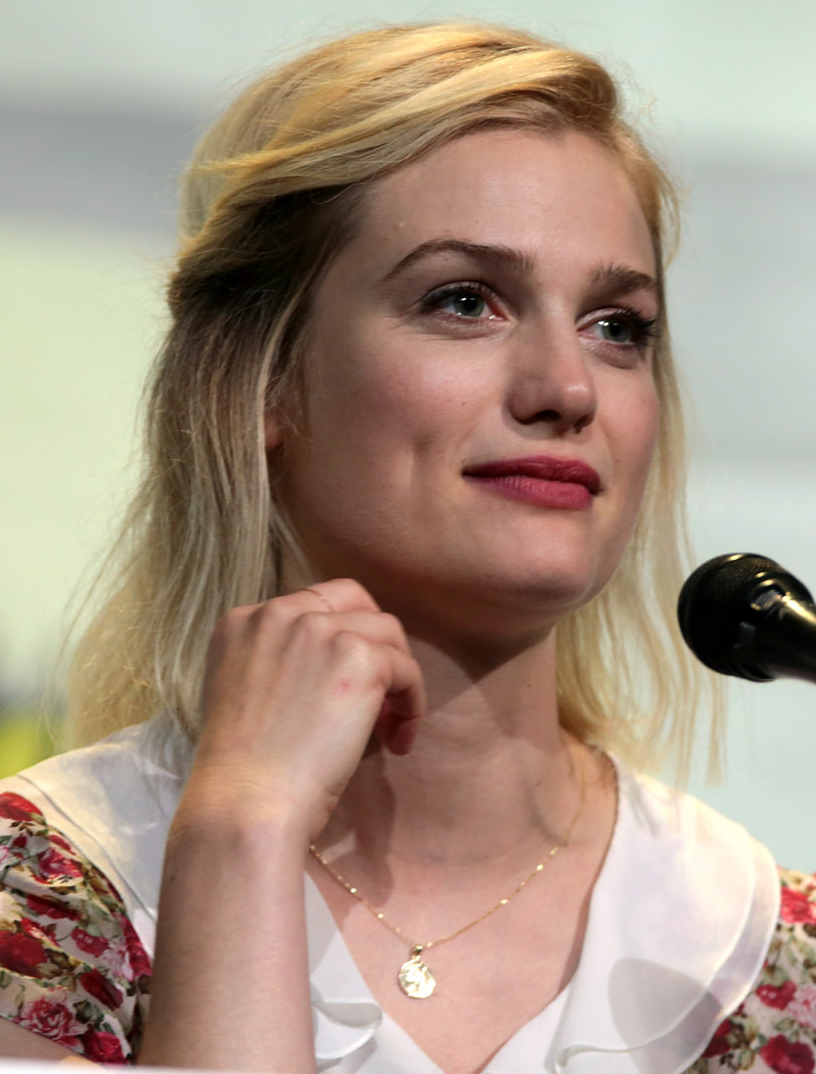
A Fine Frenzy (* 1984)

- 1984: A Fine Frenzy, US-amerikanische Sängerin und Pianistin
- 1985: Bonez MC, deutscher Rapper
- 1985: Darren England, englischer Fußballschiedsrichter
- 1985: Christian Hildebrand, deutscher Handballspieler
- 1985: Austin Santos, US-amerikanischer Sänger und Songschreiber
- 1986: Thomas Bourgin, französischer Motorradrennfahrer
- 1986: Hedwig Drabik, polnisch-deutsche Architektin und Dombaumeisterin
- 1986: Marie Gerbron, französisch-britische Handballspielerin
- 1986: Jano, spanischer Fußballspieler
- 1986: Noël Wells, amerikanische Schauspielerin und Synchronsprecherin
- 1987: Daniela Götz, deutsche Schwimmerin
- 1987: Aleksandr Karapetjan, armenisch-georgischer Fußballspieler
- 1987: Taťána Kuchařová, tschechisches Fotomodell
- 1988: Devin Lytle, US-amerikanische Schauspielerin, Model und Tänzerin
- 1989: Julian David, deutscher Schlagersänger
- 1990: Yvette Broch, niederländische Handballspielerin
- 1990: Anna Maria Perez de Taglé, US-amerikanische Schauspielerin, Model und Sängerin
- 1991: Immanuel Höhn, deutscher Fußballspieler
- 1991: Rebecca Mir, deutsches Model und Mannequin
- 1992: Spencer Daniels, US-amerikanischer Schauspieler
- 1992: Fabian Halbig, deutscher Schauspieler und Musiker
- 1992: Damon Leitch, neuseeländischer Autorennfahrer
- 1992: Oscar Riesebeek, niederländischer Radrennfahrer
- 1992: Jeffrey Schlupp, ghanaischer Fußballspieler
- 1992: Julia Sporre, schwedische Schauspielerin
- 1992: Michael Ward, US-amerikanischer Nordischer Kombinierer
- 1992: Leon Wessel-Masannek, deutscher Schauspieler
- 1993: Mailson Francisco de Farías, brasilianischer Fußballspieler
- 1993: Felix Großschartner, österreichischer Radrennfahrer
- 1994: Ashley Teresa Evans, US-amerikanische Volleyballspielerin
- 1996: Melvin Twellaar, niederländischer Ruderer
- 1997: Luka Jović, serbischer Fußballspieler
- 1997: Michel Weidekamp, deutscher Eishockeytorwart
- 1998: Andreas Alamommo, finnischer Skispringer
- 1998: Kaden Groves, australischer Radrennfahrer

### 21. Jahrhundert
- 2002: Finn Wolfhard, kanadischer Schauspieler
- 2004: Chaka Traorè, ivorischer Fußballspieler
- 2005: Paul Wanner, deutsch-österreichischer Fußballspieler

## Gestorben

### Vor dem 16. Jahrhundert
- 0130: Keikō, japanischer Kaiser
- 0253: Victoria von Rom, frühchristliche Märtyrin
- 0484: Hunerich, König der Wandalen
- 0558: Childebert I., König der Franken
- 0679: Dagobert II., König von Austrasien
- 0761: Gaubald, fränkischer Bischof
- 0856: Hildegard, Tochter Ludwigs des Deutschen
- 0889: Salomo II., austrasischer Bischof
- 0918: Konrad I., ostfränkischer König
- 1094: Hugo I. von Le Puiset, Herr von Le Puiset und Vizegraf von Chartres
- 1115: Ivo von Chartres, Bischof von Chartres
- 1142: Fulbert, Subdiakon an der Kathedrale Notre-Dame von Paris
- 1193: Þorlákur þórhallsson, Nationalheiliger und Schutzpatron Islands
- 1195: Heinrich I. von Maastricht, Bischof von Worms
- 1203: Otto I. von Brehna, deutscher Graf
- 1230: Berengaria von Navarra, Königin von England
- 1236: Philipp der Kanzler, Pariser Poet, Philosoph und Theologe, Kanzler des Kapitels von Notre-Dame
- 1245: Anselm Marshal, 6. Earl of Pembroke, englischer Adeliger und Earl Marshal
- 1380: Johannes von Neumarkt, deutscher Kanzler und Bischof
- 1383: Beatrice de Bourbon, Königin von Böhmen
- 1392: Isabella von Kastilien, Duchess of York, spanische Adelige und Ehefrau von Edmund of Langley
- 1435: Anton Galeazzo Bentivoglio, italienischer Adeliger, Herr von Bologna
- 1436: Wulbrand von Hallermund, deutscher Abt von Corvey, Bischof von Minden

### 16. bis 18. Jahrhundert
- 1517: Tjede Peckes, wurtfriesische Fahnenjungfer
- 1556: Nicholas Udall, englischer Dramatiker, Erzieher und Kanonikus in Windsor
- 1568: Friedrich IV. von Wied, deutscher Erzbischof
- 1572: Johannes Sylvanus, deutscher Theologe
- 1588: Henri I. de Lorraine, Herzog von Guise und Heerführer
- 1591: Giovanni Vincenzo Gonzaga, Ritter des Malteserordens und Kardinal
- 1598: Martín García Óñez de Loyola, spanischer Adliger und Gouverneur von Chile
- 1607: John Fortescue, englischer Schatzkanzler
- 1615: Bartolomeo Schedoni, italienischer Maler und Radierer
- 1619: Öküz Mehmed Pascha, Großwesir des Osmanischen Reiches
- 1629: Giovanni I. Corner, Doge von Venedig
- 1631: Michael Drayton, englischer Dichter
- 1640: Levin von der Schulenburg, Landrat im Fürstentum Anhalt
- 1644: Alexander Carew, englischer Adliger, Politiker und Militär
- 1683: Johann Adam Schertzer, deutscher Theologe
- 1705: Luise Dorothea Sophie von Brandenburg, Erbprinzessin von Hessen-Kassel
- 1709: Alexandros Mavrokordatos, Dragoman (Dolmetscher) im Osmanischen Reich
- 1710: Johann Georg Döhler, deutscher Jurist
- 1711: Friedrich Matthias von Syberg, Herr zu Haus Kemnade und Gerichtsherr über Stiepel
- 1729: Johann Georg Geiling, Bürgermeister von Heilbronn
- 1735: Hermann Korb, deutscher Baumeister des Barocks
- 1744: Élisabeth Charlotte de Bourbon-Orléans, Herzogin von Lothringen und Fürstin von Commercy
- 1745: Jan Dismas Zelenka, tschechischer Barockkomponist
- 1762: Johann Caspar Escher, Schweizer Politiker
- 1762: Johanna Gabriele von Österreich, Tochter von Kaiser Franz I. und Maria Theresia
- 1767: Johann Georg Aichgasser, oberschwäbischer Orgelbauer
- 1767: Carl Friedrich von Kraut, Oberhofmarschall des Prinzen Heinrich von Preußen
- 1779: Franciscus Volckland, deutscher Orgelbauer
- 1783: Georges Küttinger, französischer Orgel- und Klavierbauer
- 1795: Henry Clinton, britischer General

### 19. Jahrhundert
- 1801ː Magdalena Willmann, deutsche Opernsängerin (Sopran)
- 1805: Francis Masson, schottischer Botaniker und Pflanzensammler
- 1805: Geneviève Thiroux d’Arconville, französische Schriftstellerin, Übersetzerin und Chemikerin
- 1815: Franz Xaver von Auffenberg, österreichischer Feldmarschall-Leutnant

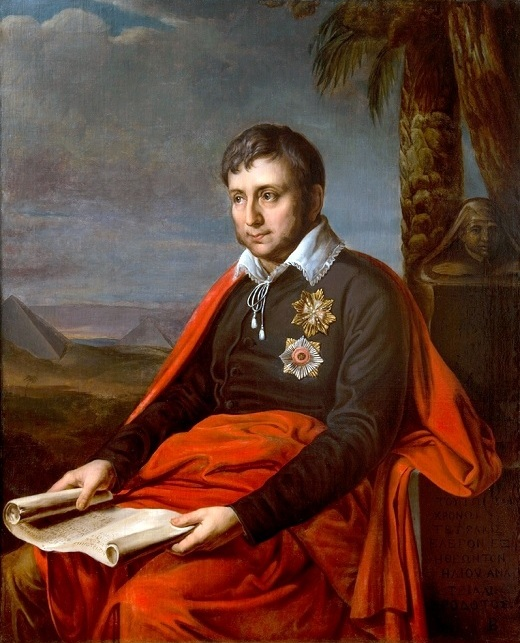
Jan Potocki († 1815)

- 1815: Jan Graf Potocki, polnischer Romancier, Historiker und Ethnologe
- 1830: Wolfgang Schlichtinger, österreichischer katholischer Geistlicher
- 1831: Petrus von Gruben, deutscher Priester und Abt
- 1831: Emilia Plater, litauische Gräfin und Freiheitskämpferin
- 1834: Joseph Hauber, deutscher Maler
- 1835: Albrecht Rengger, Schweizer Arzt und Politiker
- 1841: William Macnaghten, britischer Beamter und Diplomat
- 1844: André Galle, französischer Medailleur
- 1848: Gerhard Philipp von Closter, preußischer Offizier
- 1850: Samuel Bell, US-amerikanischer Politiker
- 1855: Carl Heinrich Aster, deutscher Militärschriftsteller
- 1860: Konstantin Aksakow, russischer Schriftsteller, Historiker und Philologe
- 1860: Ignaz Schwörer, deutscher Gynäkologe und Geburtshelfer
- 1861: William Clayton Anderson, US-amerikanischer Politiker
- 1863: Theodoor Gerard van Lidth de Jeude, niederländischer Zoologe
- 1868: Carl Ferdinand Adam, deutscher Musikpädagoge, Kantor, Chorleiter und Komponist
- 1869: Julian Fontana, polnischer Pianist und Komponist
- 1872: George Catlin, US-amerikanischer Maler, Autor und Indianerkenner
- 1875: Johann Maximilian von und zu Arco auf Valley, deutscher Gutsbesitzer und Politiker
- 1878: Fabio Maria Asquini, italienischer Priester und Bischof, Kardinal der römisch-katholischen Kirche

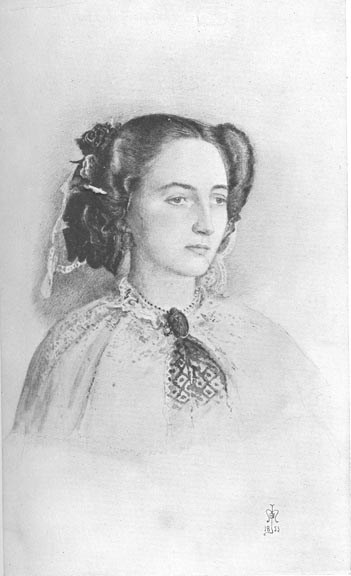
Effie Gray († 1896)

- 1878: Johann Jakob Scherer, Schweizer Politiker, Bundesrat
- 1878: Mathilde Wildauer, österreichische Schauspielerin und Sängerin
- 1879: Giovanni Cavalli, italienischer Generalleutnant und Erfinder
- 1887: Landaff Watson Andrews, US-amerikanischer Politiker, Mitglied des Repräsentantenhauses
- 1887: Leonard Sowiński, polnischer Dichter und Literaturhistoriker
- 1888: Franz August Mammen, deutscher Unternehmer und Politiker
- 1890ː Mary Pearcey, britische Mörderin
- 1891: Holger Simon Paulli, dänischer Dirigent und Komponist
- 1893: Gunnar Berg, norwegischer Maler
- 1893: Benedict Randhartinger, österreichischer Komponist, Sänger und k.k. Hofkapellmeister
- 1893ː Eliza Wille, deutsche Romanschriftstellerin
- 1896: Eduard Dallmann, deutscher Entdecker und Polarforscher
- 1896ː Effie Gray, britische Malerin
- 1898: Nikolai Leontjewitsch Benois, russischer Architekt

### 20. Jahrhundert

#### 1901–1950
- 1901ː Anna Stang, norwegische Frauenrechtlerin
- 1902: Émile Nagant, belgischer Waffenfabrikant und Konstrukteur
- 1903ː Leopoldine von Baden, Prinzessin von Baden, durch Heirat Fürstin zu Hohenlohe-Langenburg
- 1903: Sophus Ruge, deutscher Geograph
- 1909: Claudio Rebagliati, Komponist, Geiger, Dirigent und Musikpädagoge
- 1912: Lotten von Kræmer, schwedische Dichterin, Philanthropin und Frauenrechtlerin
- 1913: Jules Claretie, französischer Schriftsteller
- 1914: Hugo Zuckermann, deutscher Schriftsteller und Zionist
- 1918ː Julie Eichholz, deutsche Frauenrechtlerin
- 1920: Cayetano L. Arellano, philippinischer Jurist
- 1920: Hermann Roeren, deutscher Jurist und Reichstagsabgeordneter
- 1921: Friedrich von Thiersch, deutscher Architekt
- 1922: Karl Heinrich Barth, deutscher Klavierpädagoge und Pianist
- 1926: Heinrich Moritz Graf von Attems-Heiligenkreuz, österreichischer General der Kavallerie und k.u.k. Geheimer Rat
- 1930: Marie Fillunger, österreichische Sängerin
- 1931: Marcel·lí Gausachs i Gausachs, spanischer Fotograf
- 1933: Franz Siegwart, Schweizer Offizier und Beamter
- 1934: Henri Dallier, französischer Komponist und Organist
- 1936: Karel Navrátil, tschechischer Komponist

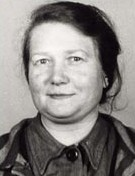
Angela Maria Autsch († 1944)

- 1937: Nils Collett Vogt, norwegischer Schriftsteller
- 1939: Anthony Fokker, niederländischer Flugzeugbauer
- 1942: Konstantin Dmitrijewitsch Balmont, russischer Lyriker des Symbolismus
- 1942ː Johanna Oppenheimer, deutsche Malerin, Opfer des Holocaust
- 1944: Angela Maria Autsch, deutsche Nonne, „Engel von Auschwitz“, NS-Opfer
- 1944ː Eva Mamlok, deutsche Antifaschistin, Widerstandskämpferin, NS-Opfer
- 1946: Rinaldo Barlassina, italienischer Fußballschiedsrichter
- 1948: Kenji Doihara, japanischer Meisterspion
- 1948: Hideki Tojo, japanischer Premierminister
- 1950: Vincenzo Tommasini, italienischer Komponist

#### 1951–1975
- 1951: Aram Andonian, armenischer Schriftsteller und Journalist
- 1951: Enrique Santos Discépolo, argentinischer Komponist
- 1951: Alfrēds Kalniņš. lettischer Komponist
- 1952: Eli Filip Heckscher, schwedischer Wirtschaftshistoriker
- 1953: Lawrenti Beria, sowjetischer Politiker und Geheimdienstchef georgischer Abstammung
- 1953: Wladimir Georgijewitsch Dekanosow, sowjetischer Politiker und Diplomat
- 1953: Bogdan Kobulow, sowjetischer Militär und Politiker
- 1956: Josep Puig i Cadafalch, katalanischer Architekt
- 1959: Hermann Gocht, deutscher Pfarrer und erster Sächsischer Gehörlosenseelsorger
- 1962: José Giral Pereira, spanischer Politiker und Ministerpräsident
- 1963: Alexandra Povòrina, russisch-deutsche Malerin der Moderne
- 1964: Nathan Asch, polnisch-US-amerikanischer Schriftsteller
- 1964: Jean Bourgknecht, Schweizer Politiker, Bundesrat
- 1966ː Fridel Köhne, deutsche Schriftstellerin und Drehbuchautorin
- 1966: Heimito von Doderer, österreichischer Schriftsteller
- 1967: Richard Flury, Schweizer Dirigent und Komponist
- 1967: Arthur Kusterer, deutscher Komponist und Dirigent
- 1967: Alfredo Pacini, vatikanischer Diplomat und Kardinal
- 1969: Tiburcio Carías Andino, Präsident von Honduras
- 1969: Henri Trébor, französischer Autorennfahrer
- 1970: Elyesa Bazna, deutscher Spion
- 1971: Alberto Ancilotto, italienischer Kurzfilmregisseur
- 1971: Alessandro Cagno, italienischer Automobilrennfahrer
- 1972: Adolf Armbruster, deutscher Landwirt
- 1972: Charles Atlas, italoamerikanischer Bodybuilder
- 1972: Eric Green, englischer Hockeyspieler
- 1972: Andrej Nikolajewitsch Tupolew, russischer Flugzeugkonstrukteur
- 1973: Otto Montag, deutscher Fußballspieler
- 1975: Luděk Drobek, tschechischer Handballspieler

#### 1976–2000
- 1977: Philipp Etter, Schweizer Politiker, Bundesrat
- 1979: Peggy Guggenheim, US-amerikanische Sammlerin und Galeristin
- 1980: Alec Wilder, US-amerikanischer Komponist
- 1982: Wilhelm Angerer, österreichischer Fotograf
- 1982: Piți Apolzan, rumänischer Fußballspieler
- 1984: Joan Lindsay, australische Schriftstellerin
- 1985: Martin Beale, britischer Mathematiker und Statistiker
- 1985: Prinz Bira, thailändischer Formel-1-Rennfahrer
- 1985: Artur Gelbrun, israelischer Geiger, Bratschist, Musikpädagoge, Dirigent und Komponist polnischer Herkunft
- 1985: Gina Kaus, österreichische Schriftstellerin, Übersetzerin und Drehbuchautorin
- 1986: Heidi Abel, Schweizer Ansagerin und Moderatorin
- 1986: Gerhard Bienert, deutscher Schauspieler
- 1988: Hermann Heimpel, deutscher Historiker
- 1988: Frida Kern, österreichische Komponistin und Dirigentin
- 1989: Richard Rado, deutscher Mathematiker
- 1990: Pierre Gripari, französischer Schriftsteller
- 1991: Bořivoj Zeman, sowjetischer Filmregisseur und Drehbuchautor
- 1992: Guido Baumann, Schweizer Journalist und Quizmaster (Was bin ich?)
- 1992: Josephine Chanler, US-amerikanische Mathematikerin
- 1992: Eddie „Smeero“ Hazel, US-amerikanischer Gitarrist
- 1993: John Nelson (Generalmajor), britischer Stadtkommandant
- 1996: Clarisse Nicoïdski, französische Schriftstellerin
- 1998: Quirin Amper Jr., deutscher Komponist
- 1998: Anatoli Naumowitsch Rybakow, russischer Schriftsteller
- 1999: Marcel Landowski, französischer Komponist
- 2000: Victor Borge, dänischer Pianist und Komödiant
- 2000: Peter Kafka, deutscher Physiker

### 21. Jahrhundert
- 2001: Jean-Jacques Archambault, kanadischer Elektrotechniker und Ingenieur
- 2002: Tatamkhulu Afrika, südafrikanischer Schriftsteller und Dichter
- 2003: Don Lamond, US-amerikanischer Jazzschlagzeuger
- 2003: Curley Money, US-amerikanischer Country- und Rockabilly-Musiker
- 2004: John Duarte, englischer Komponist, Gitarrist, Musikpädagoge und -kritiker
- 2004: Richard Ifor James, britischer Hornist
- 2004: Milt Minter, US-amerikanischer Autorennfahrer
- 2004: P. V. Narasimha Rao, indischer Premierminister
- 2004: Anne Truitt, US-amerikanische Bildhauerin des Minimalismus
- 2005: Lajos Baróti, ungarischer Fußballtrainer
- 2005: Norman Vaughan, US-amerikanischer Polarforscher
- 2005: Yao Wenyuan, chinesischer Politiker
- 2006: Myriam von Schrebler, chilenische Sängerin
- 2006: Ihor Sonewytskyj, ukrainischer Komponist, Dirigent und Musikwissenschaftler
- 2007: Oscar Emmanuel Peterson, kanadischer Jazzmusiker
- 2009: Lucas Abadamloora, ghanaischer Bischof
- 2009: Wilhelm Hillek, österreichischer Offizier und Herausgeber
- 2009: Robert L. Howard, US-amerikanischer Soldat
- 2009: Ngapoi Ngawang Jigmê, tibetisch-chinesischer Politiker
- 2009: Edward Schillebeeckx, belgischer Theologe
- 2010: Heinrich Adameck, deutscher Politiker
- 2011: Denise Darcel, US-amerikanische Schauspielerin
- 2013: Chryssa, griechisch-US-amerikanische Künstlerin
- 2013: Michail Kalaschnikow, sowjetischer Waffenkonstrukteur
- 2013: Yusef Lateef, US-amerikanischer Jazzmusiker und -Komponist
- 2015: Jutta Freifrau von Droste zu Hülshoff, deutsche Stifterin
- 2015: Alfred Goodman Gilman, US-amerikanischer Pharmakologe, Nobelpreisträger
- 2015: Manfred Hummitzsch, deutscher MfS-Offizier
- 2019: Werner Wolf, Musikwissenschaftler
- 2020: James Gunn, US-amerikanischer Schriftsteller
- 2021: Georg Aigner, deutscher Ingenieur und Politiker
- 2021: Francis Boisson, monegassischer Sportschütze und Sportfunktionär
- 2021: Joan Didion, US-amerikanische Schriftstellerin
- 2021: Avio Lucioli, italienischer Hammerwerfer
- 2021: Benito Rigoni, italienischer Bobfahrer
- 2021: Francisco Valada, portugiesischer Radrennfahrer
- 2021: Elżbieta Żebrowska, polnische Leichtathletin
- 2022: George Cohen, englischer Fußballspieler
- 2022ː Brigitte Hatz, österreichische bildende Künstlerin
- 2022: Philippe Streiff, französischer Automobilrennfahrer
- 2022: Lutz Ulbricht, deutscher Ruderer
- 2023: Michael Radulescu, österreichischer Komponist, Organist und Hochschullehrer deutsch-rumänischer Herkunft
- 2023: Klauspeter Sachau, deutscher Literaturförderer, Literaturveranstalter, Verleger und Grafiker
- 2024ː Genovaitė Dambrauskienė, litauische Arbeitsrechtlerin
- 2024ː Sophie Hediger, Schweizer Snowboarderin

## Feier- und Gedenktage
- Festivus
- Kirchliche Gedenktage
  - Anne du Bourg, französischer Professor und Märtyrer (evangelisch)
  - Thorlak Thorhallson, isländischer Lehrer und Abt, Bischof und Schutzpatron (katholisch)

Weitere Einträge enthält die Liste von Gedenk- und Aktionstagen.